# 中国人民解放军林业工程部队
中国人民解放军林业工程部队，是1952年至1954年的一支经济建设部队。任务是向热带雨林要橡胶，“一手拿枪保卫祖国，一手拿锄垦殖橡胶”。

## 华南的林业工程部队
1949年中华人民共和国建立后，美国为首的西方国家实施经济封锁与贸易禁运。急需的天然橡胶不能进口。苏联同样也面临着被西方国家控制第三世界橡胶原产国的禁运。中国需要从苏联进口抗美援朝战争物资与国内工业化起步所需的成套技术设备；而苏联希望在华南能出产天然橡胶出口苏联。为此，1951年8月毛泽东作出了“一定要建立自己的橡胶生产基地”的战略决策，1951年8月31日，中央人民政府政务院第100次政务会议作出《关于扩大培植橡胶树的决定》。以最快速度在广东、广西、 云南、福建、四川等5省发展巴西橡胶及印度橡胶770万亩。其中，广西300万亩(内印度橡胶 100万亩)、广东200万亩，不含海南。
1952年2月，毛泽东签署中央军委命令组建中国人民解放军各工程部队。1952年6月3日至4日，中南军区决定抽调19,653名指战员改编组建中国人民解放军林业工程部队。在当时兼任华南垦殖局局长的叶剑英领导下，副局长陈漫远（广西省委书记）、易秀湘（中南财委华南分委副主任）、冯白驹、李嘉人（华南分局秘书长）、惠中权（西北财委农林部长）、顾绍雄（东北国营农场管理局局长）、副局长兼政治部主任邓克明任林业工程部队司令员，下辖两个师和一个独立团：
- 中国人民解放军林业工程第一师：由当时隶属于广西军区的驻宾阳的第152师师部机关及师部直属队、第146师医院，调海南改编为林业工程第一师师部，师长曾庆祯、政委刘有光（1952年9月广西军区副政委王昌虎接任）、副师长马哲武，副政委林明，政治部主任江洪洲，参谋长潘照。海南军区独立第26、27、28团（均为琼崖纵队）抽调部队组建林业工程第一、二、三团，全师7,612人。1952年9月中旬，林一师与华南垦殖局海南分局（1952年1月1日组建）合编。[3]1957年1月4日，根据国家农垦部《关于本部直属企业管理机构统一名称的通知》，海南垦殖分局改称海南农垦局。1958年8月29日根据中共中央关于企业下放的决定，海南农垦局划归海南行政公署建制。1958年11月15日，海南行政公署开发处（负责管理全岛资本家、华侨、地主的民营橡胶场生产和移民工作）并入海南农垦局，定名为广东省海南行政公署农垦局。1969年4月1日改编为广州军区生产建设兵团第一师、第二师、第三师、第四师、第五师、第六师。1974年改编为广东省海南农垦局和广东省通什农垦局。1988年改编为海南省农垦总局。[3]
  - 林业工程第一团：驻琼山县大致坡。
  - 林业工程第二团：驻琼海县加积
  - 林业工程第三团：驻临高
- 中国人民解放军林业工程第二师：由当时兼江西军区南昌军分区的第156师师部机关与警卫营，改编为林二师师机关，驻湛江市。师长吴文华、政委江学彬、副政委陈文高[5]、参谋长王伟。 [6]由江西驻军、广东珠江军分区、湖南益阳军分区抽调所属部队组成，共12,000余名官兵。至1980年代，沿革为湛江农垦局，拥有170多万亩土地，人口达17万人。累计安置难侨和归侨８万人。[7]
  - 林业工程第四团：由广西军区桂林军分区基干团（原八路军冀南军区平汉支队、冀南军区独立第三团、晋冀鲁豫军区第十纵队第三十旅第九十团、第58军第174师第522团，1950年7月调归广西军区）改编。进驻海康县。团长韩荫亭。
  - 林业工程第五团：由广东军区珠江军分区独立第15团，1000余人。进驻徐闻县青桥乡坑仔墟（今下桥坑仔村），兼华南垦殖局高雷垦殖分局徐闻垦殖所，下建26个农场，4个大型拖拉机站和3个大型的医疗所。1951年以前徐闻总人口仅4万人，有总面积1423.2平方公里的热带雨林，拥有热带常绿次生季风雨林面积达1726129亩，当时热带雨林面积占全县土地总面积的60%以上。从1952年至1954年两年间，就开垦出土地31.5万亩用于种植天然橡胶。从1955年开始，26个农林场开始合并，徐闻全县境形成红星、友好、东方红、海鸥、南华、五一、勇士等七个大型的国营农垦场及国营徐闻橡胶研究所。到1956年全县的原始森林覆盖率下降到只有39.1%。1956年至1965年又陆续开垦利用土地面积达70多万亩。从1966开始至1980年，徐闻农垦从天然橡胶种植园区转为根据国家需要兼顾热带作物种植园，包括胡椒、剑麻、茶叶、咖啡、南药、砂仁、香茅、茶叶等热带作物。
  - 林业工程第六团：7000余人。其中来自湖南益阳军分区独立第三团（原第159师第477团）2100人。广西军区独立第8团（原桂中人民解放总队）改编为第二营。进驻高州、化州。
    - 第二营：1946年4月山东军区司令员张云逸派遣时任山东赵镈县委书记、广西贵县人廖联原回家乡开辟游击区。1947年9月29日廖联原组织发动领导贵武中秋起义，成立“达开纵队”，廖联原任司令员兼政委，韦志龙任副司令，下辖13个支队，500多人枪。广西省保安团重点围剿后，达开纵队化整为零，以武工队活动。1948年春到1949年春，廖联原领导达开纵队在老游击区各村建立人民解放工作委员会，在贵县达开乡福田村山上举办各游击队的领导骨干和各级解委会负责人的军政干部训练班。1949年5月，中共桂中地工委成立后，工委书记廖联原，副书记韦纯束，将桂中地区的武工队组成桂中区人民解放总队，下辖7个大队、2个独立中队和来宾部队。1949年10月，桂中总队扩编为中国人民解放军桂中支队，司令员兼政委廖联原，副司令员韦志龙，副政委兼政治部主任韦纯束，辖4个团、4个大队、1个独立营、3个武工，有游击队员4000多人，炮11门、重机枪8挺、轻机枪78挺、各种步手枪2400余支。活动在武宣、贵县、象县、来宾、修仁、桂平、平南等7个县。1949年12月，桂中支队配合南下大军解放桂中各县。1950年2月上旬，集结在桂平江口的支队桂中支队整编为广西军区独立第八团，团长韦志龙，政委韦纯束，隶属梧州军分区，未入编的指战员编入各县县大队、区中队或转到地方工作。从中秋起义到1950年元月部队改编，桂中支队共对国民党军队作战90次，歼敌2250人，缴获炮12门，轻重机枪6卫挺，长短枪1567支。战斗中牺牲83人。

  - 师直警卫营：原第156师警卫营。
- 中国人民解放军林业工程部队独立团：由广西军区独立三团和广西军区税警团（1950年5月18日成立，负责税收缉私工作、水陆交通运输武装护航押运。团长曹报亭[8]，很多文献误为广西军区“绥靖”团）共9个连改编，共1358人。[9]由华南垦殖局广西分局领导。简称“林工团”。1953年10月15日，广西垦殖分局根据华南垦殖局颁发的《关于林业部队彻底转业和部分机关人员评级改薪的具体实施方案》等文件精神，制定了“林工团转业和部队、机关人员评级改薪的计划(草案)”。1953年6月彻底集体转业。先后建立合浦、钦州、浦北、灵山、 陆川、 丽江等6个垦殖所，106个场，定植橡胶达240839亩，造林68352亩，种植间作作物160673亩。

1954年4月，林业工程部队集体转业，成为国营垦殖场职工。1957年垦殖场改为农垦场。1968年，农垦场改为地方国营农场。1969年4月，国营农场又改为广州军区生产建设兵团下属的团场，生产队编号改为“连”。1974年，兵团撤销，重新恢复国营农垦场名称，原连队编号不变，由“连”改为“队”。

## 林业工程第三师
1951年1月，河南军区独立第4团、独立第10团大部、独立第3团2营、独立第12团3营共5000余人组建中国人民解放军公安第12师，师长卢贤扬，政委郑重。1952年3月，改编为中国人民解放军建筑工程第8师，下辖第22、23、24团，1952年春调归荆江水利工程部队指挥部。荆江分洪工程竣工后。该师师部率第24团调广东修建公路；第22、第23团、中南军区水利工程独立第10团，以抗美援朝为名调辽宁省彰武县境内的泡子站整训，各团下属3个营，以下为四四制，每班15人，总计万余人，临时成立师部，师长罗绍金、师副政委曹秀岩。经思想动员后，改编为林业工程第三师，调往黑龙江省伊春开发森林工业，师部驻佳木斯市。1954年6月1日集体转业复员，改为国家森林工业部伊春森林工业管理局。沿革至今为伊春市暨伊春林管局。
- 林业工程第七团，前身为1946年初组建的新四军第四师华中第八分区萧县总队，对外称萧县独立团。1946年10月下旬西撤与永城总队合编为萧永支队。1946年12月12日豫皖苏军区成立后，该支队与冀鲁豫军区调来的部队合并组建为豫皖苏军区特务团。1947年8月军区特务团与豫皖苏二分区三团(魏凤楼起义后改编的近300人)合并为豫皖苏军区三团，被称为“老三团”，担负开辟阜(阳)南新区任务。1949年初河南全境解放后，老三团留在豫南剿匪。1949年10月改番号为河南军区独立第四团。1952年4月初改番号为中南军区水利工程八师一团。1952年9月改番号为东北军区林业工程第三师第七团，团长袁天礼、副政委王可顺，副参谋长刘先林、政治处副主任张树声。驻伊春、翠峦、乌敏河(现乌马河)。 [11]1953年春创建上甘岭森工局，安排6个连、半个团部、一个营部、半个卫生队，约1300余人，团职3人，团副政委王可顺任局党委书记，团副参谋长刘先林任副局长。[12]该团其他部分去双子河森工局，七团政治处主任张树生任局党委书记，七团团长袁天礼任局长。
- 林业工程第八团，前身为河南军区独立第10团。团长王培信、副政委王佃臣、政治处主任王发善、副参谋长薛荣誉。[13]驻南岔、西林、白林三地。1953年包建友好森林工业局与红山森工局。八团政治处主任王发善任局党委书记、八团团长王培信任局长、八团副参谋长薛荣誉任副局长。[14]
- 林业工程第九团，原为湖南军区暂编20团。1952年春调荆江分洪工程改编为中南军区水利工程部队独立第10团。团长乔思安。1952年9月调佳木斯。1953年并入合江林管局。沿革至今为兴隆林业局。